# Verfassung von Brunei
Die Verfassung von Brunei (en.: Constitution of Brunei) wurde 1959 geschaffen. Die oberste Autorität liegt beim Sultan, der sowohl Staatsoberhaupt als auch Regierungschef ist. Im Jahr 2004 genehmigte der Sultan eine Reihe von Verfassungsänderungen, darunter die Einführung eines teilweise gewählten Legislativrates. Bis zum 31. Dezember 2018 fanden keine Wahlen statt.

## Politisches System
Das politische System Bruneis wird durch die Verfassung und die nationale Tradition der malaiischen islamischen Monarchie (Melayu Islam Beraja; MIB,  Malay Islamic Monarchy) bestimmt. Die drei Komponenten der Staatsphilosophie umfassen die Malaiische Kultur, die islamische Religion und die politischen Rahmenbedingungen der Monarchie. Die Rechtsordnung basiert auf dem English Common Law, auch wenn das Islamische Recht (Scharia) dieses in einigen Fällen überstimmt. Es gibt das Legislative Council of Brunei, aber es gab bis 2018 keine Wahlen; die letzten Wahlen davor wurden im Zusammenhang mit der Brunei Revolt 1962 ausgerichtet.
Nach dieser Verfassung von 1959 ist Hassanal Bolkiah der Staatschef mit voller exekutiver Autorität. Seit der Brunei Revolt 1962 gehören dazu auch Notstandsgesetze, die alle zwei Jahre erneuert werden. Brunei steht technisch gesehen unter Kriegsrecht. Hassanal Bolkiah ist zudem Premierminister, Finanzminister und Verteidigungsminister.

## Inhalt
- Part I-Preliminary
- Part II-Religion
- Part III-Executive Authority
- Part IV-Privy Council
- Part V-The Council of Ministers
- Part VI-The Legislative Council
- Part VII-Legislation and Procedure in the Legislative Council
- Part VIII-Finance
- Part IX-The Public Services
- Part X-The State Seal
- Part XI-Miscellaneous
- Part XII-Amendment and Interpretation of the Constitution